# Iglesia de la Compañía (Guanajuato)
La iglesia de la Compañía es un templo construido por los jesuitas en Guanajuato, México. El templo fue consagrado en 1765. Su diseño es obra del sacerdote betlemita José de la Cruz, y es una de las iglesias jesuíticas más grandes construidas en lo que era Nueva España. Se destaca su fachada churriguresca que presenta tres puertas.
El templo posee tres naves, la central mide 22 m de altura, mientras que las laterales miden 16 m de altura. La nave central mide 11.5 m de ancho mientras que las naves laterales miden 9.5 m. En el crucero, la cúpula posee una altura máxima de 29.5 m. La nave principal se encuentra flanqueada por cinco pares de columnas.
El Templo de la Compañía aloja un importante legado artístico, que abarca obras de pintura y escultura sacra. Se destaca su hermoso altar neoclásico, su órgano y la pinacoteca con obras de Miguel Cabrera y Baltasar de Echave Orio.
Es de notar que la orden jesuita solo utilizó el templo dos años, porque luego fueron expulsados en 1767 por el decreto de Carlos III. Por ello entre 1767 y 1794 el templo permaneció abandonado. Luego la iglesia pasó a la Congregación del Oratorio de San Felipe Neri, siendo reabierta en 1794.